# Encyocrypta decooki
Encyocrypta decooki is een spinnensoort uit de familie Barychelidae. De soort komt voor in Nieuw-Caledonië.